# Tanjungharja
Tanjungharja is een bestuurslaag in het regentschap Tegal van de provincie Midden-Java, Indonesië. Tanjungharja telt 4221 inwoners (volkstelling 2010).